# Ahmad Khader al-Muwallad
Ahmad Khader A. al-Molad ou al-Muwallad (né le 15 février 1988) est un athlète saoudien, spécialiste du 110 m haies.

## Carrière
En 2010, lors des Jeux asiatiques, il termine 4e du 110 m haies à Canton, en 13 s 77 et est finaliste avec le relais 4 x 100 m.
Le 20 décembre 2011, il bat le record national du 110 m haies en 13 s 60 lors des Jeux panarabes de 2011 à Doha, en remportant le titre.
Le 28 avril 2017, il porte son record national à 13 s 57 à Taëf, puis, le 4 juin 2018, à 13 s 36 à Prague.
Le avril 2019, il termine 4e du relais 4 x 100 m lors des Championnats d’Asie à Doha.

## Palmarès
| Date | Compétition                     | Lieu        | Résultat | Épreuve     | Temps   |
| ---- | ------------------------------- | ----------- | -------- | ----------- | ------- |
| 2011 | Jeux panarabes                  | Doha        | 1er      | 100 m haies | 13 s 60 |
| 2017 | Jeux de la solidarité islamique | Bakou       | 1er      | 110 m haies | 13 s 68 |
| 2017 | Championnats d'Asie             | Bhubaneswar | 3e       | 110 m haies | 13 s 61 |
| 2017 | Jeux asiatiques en salle        | Achgabat    | 1er      | 60 m haies  | 7 s 66  |
| 2018 | Jeux asiatiques                 | Jakarta     | 4e       | 110 m haies | 13 s 50 |
| 2019 | Championnats panarabes          | Le Caire    | 2e       | 110 m haies | 13 s 90 |
| 2019 | Championnats d'Asie             | Doha        | 4e       | 4 x 100 m   | 39 s 52 |

## Records
| Épreuve     | Temps        | Lieu       | Date           |
| ----------- | ------------ | ---------- | -------------- |
| 60 m haies  | 7 s 57 (NR)  | Mondeville | 3 février 2018 |
| 110 m haies | 13 s 36 (NR) | Prague     | 4 juin 2018    |